# Top Model
Top Model hay còn gọi là Next Top Model là tên gọi chung của các định dạng chương trình truyền hình thực tế về đề tài người mẫu và thời trang được nhiều quốc gia trên khắp thế giới sản xuất. Cho đến hiện tại, nó đã phủ rộng 120 quốc gia (thị trường) với khoảng 40 phiên bản riêng biệt. Chương trình quy tụ dàn thí sinh trẻ đam mê ngành thời trang và có khát vọng trở thành người mẫu, người chiến thắng sẽ giành được danh hiệu và các giải thưởng bao gồm một hợp đồng với công ty quản lý người mẫu, làm người mẫu ảnh cho một tạp chí và tham gia vào chiến dịch quảng cáo của một hãng mỹ phẩm. Định dạng này được cựu siêu mẫu Tyra Banks sáng lập phiên bản gốc America's Next Top Model và phát triển từ chương trình đầu tiên lên sóng năm 2003, do 10x10 Entertainment của Ken Mok sản xuất.

## Định dạng

### Người dự thi
Mỗi mùa của chương trình gồm 6–40 tập và bắt đầu với 9–40 thí sinh. Trong mỗi tập, một thí sinh bị loại, tuy nhiên trong một số trường hợp có thể bị loại kép, loại nhiều thí sinh hoặc không loại nào dựa trên sự nhất trí của ban giám khảo. Biến hóa được thực hiện cho các thí sinh đầu mùa giải, thường là sau lần loại đầu tiên hoặc thứ hai.

### Thử thách
Mỗi tập thường bắt đầu với việc các thí sinh được đào tạo trong một khu vực phù hợp với chủ đề của tuần. Ví dụ, các thí sinh có thể được huấn luyện cách đi bộ trên runway, diễn xuất ứng biến và trang phục phù hợp với nhiều dịp khác nhau. Ngay sau đó là một thử thách liên quan, chẳng hạn như buổi biểu diễn hoặc phỏng vấn trên sàn diễn giả (hoặc thật), trong đó một trong những người mẫu được chọn là người chiến thắng (đôi khi có nhiều hơn 1 người mẫu giành chiến thắng trong thử thách).
Người chiến thắng trong thử thách nhận được một số giải thưởng, chẳng hạn như hợp đồng, một đêm đi chơi hoặc một lợi thế trong buổi chụp ảnh tiếp theo. Thí sinh chiến thắng đôi khi được phép chia sẻ phần thưởng của họ với các thí sinh khác mà họ lựa chọn và trong một số trường hợp, có thể được miễn trừ bị loại ở lần đánh giá tiếp theo. Việc thua cuộc thử thách có thể dẫn đến một số hình phạt nhỏ, chẳng hạn như mất khung hình cho lần chụp ảnh tiếp theo. Việc này cũng có thể kết thúc bằng việc loại bỏ thí sinh ngay lập tức.
Mỗi tập, bao gồm các sự kiện trong khoảng một tuần trong thời gian thực, thường được liên kết với một chủ đề trong thế giới người mẫu, chẳng hạn như giao tiếp với báo chí trong các cuộc phỏng vấn, bán một sản phẩm thương mại, xuất hiện trong một chương trình runway hoặc thăm các nhà tuyển dụng tiềm năng trong "go-see".
Trong một số độc quyền, các thí sinh sẽ đi casting ngoài đời thực. Người mẫu được chọn sẽ hoàn thành những gì cần thiết cho buổi casting, dẫn đến việc phải nghỉ trong tập - đôi khi bỏ qua buổi chụp ảnh và các thử thách khác - nhưng được thưởng miễn loại khi nhận phiếu book the job.

### Buổi chụp hình
Phân đoạn tiếp theo thường là chụp hình, có thể bao gồm chụp người đẹp (ảnh cận cảnh nhấn mạnh vào khuôn mặt), tạo dáng trong đồ bơi, nội y hoặc quần áo khác, tạo dáng khỏa thân hoặc bán khỏa thân, tạo dáng với người mẫu nam hoặc hoặc tạo dáng với động vật trong số các chủ đề khác. Thông thường, một buổi chụp hình mỗi mùa được thay thế bằng một buổi quay quảng bá trên truyền hình hoặc video ca nhạc.
Hiệu suất trong các buổi chụp hình hoặc quay video của mỗi tuần có ý nghĩa nặng nề trong phần đánh giá cuối cùng.

### Đánh giá
Phân đoạn cuối cùng của mỗi tập liên quan đến việc đánh giá bởi một ban giám khảo gồm các chuyên gia trong ngành thời trang. Ngoài các giám khảo thường, và còn có một giám khảo khách mời đặc biệt liên quan đến chủ đề của tuần đó. Các thí sinh đôi khi được đưa ra một thử thách cuối cùng trong một số lĩnh vực của người mẫu như tạo dáng, đi bộ trên runway, bán sản phẩm hoặc chọn một bộ trang phục hoặc trang điểm thích hợp để đáp ứng một tình huống nhất định. Ảnh hoặc video của mỗi thí sinh sẽ được trình chiếu và đánh giá bởi ban giám khảo. Sau khi tất cả các nội dung đã được đánh giá, các thí sinh rời khỏi phòng và ban giám khảo cân nhắc. Đức, Áo, và Indonesia (mùa 2) làm nổi bật một đoạn runway theo chủ đề ngoài việc đánh giá các bức ảnh hoặc video.
Quá trình loại trừ tuân theo một định dạng cứng nhắc, khi người dẫn chương trình tiết lộ từng người một và theo thứ tự khen ngợi, ảnh của các thí sinh không bị loại. Mỗi bức ảnh được trao cho thí sinh tương ứng, được người dẫn chương trình nói với câu tương tự như: "Chúc mừng. Bạn vẫn tiếp tục trong cuộc đua trở thành Người mẫu đỉnh cao của [quốc gia hoặc khu vực này]". Thí sinh được gọi đầu tiên có thể nhận được các lợi ích bổ sung, chẳng hạn như ảnh của họ được hiển thị nổi bật trong khu vực sinh sống của thí sinh hoặc được phép chia sẻ chiến thắng thử thách của tuần tiếp theo, bất kể thành tích của họ trong thử thách. Hai thí sinh cuối cùng chưa nhận được ảnh sẽ được người dẫn chương trình đưa ra phê bình đặc biệt trước khi bức ảnh cuối cùng được tiết lộ.  Thí sinh không nhận được ảnh sẽ bị loại khỏi cuộc thi. Đôi khi cả hai thí sinh cuối cùng đều bị loại;  hiếm khi không bị loại. Loại nhiều thí sinh cũng có thể diễn ra.
Trong một số phiên bản của chương trình, các thí sinh tìm ra liệu họ có tiếp tục tham gia cuộc thi theo cách hoàn toàn ngẫu nhiên hay không.  Các thí sinh có thể được gọi về phía trước theo thứ tự ngẫu nhiên để tìm xem họ có thành tích tốt nhất trong tuần hay không. Hai thí sinh cuối cùng thường là những người thể hiện kém nhất. Định dạng này được sử dụng bởi Đan Mạch (mùa 4), Hà Lan (mùa 6–9) và Peru.
Trong các trường hợp khác, mỗi người mẫu được gọi trở lại phòng loại trừ sau khi cân nhắc. Sau khi được gọi lại, họ sẽ bị loại ngay tại chỗ, được tuyên bố là an toàn, hoặc họ được yêu cầu chờ kết quả của mình. Nếu điều sau xảy ra, quá trình sẽ được lặp lại với nhóm thí sinh còn lại gặp nguy hiểm. Định dạng loại trừ này đã được sử dụng bởi một số phiên bản của chương trình, đáng chú ý nhất là Áo (mùa 2–9), Đức và Đan Mạch (mùa 2–3,5–6) cùng với hai phiên bản cũ; Croatia và Serbia.
Các tập thường kết thúc với hình ảnh của những người mẫu bị loại mờ dần sau cảnh chụp nhóm của các thí sinh còn lại.

### Điểm đến quốc tế
Một chuyến đi đến một điểm đến quốc tế thường được lên lịch vào khoảng hai phần ba chặng đường của cuộc thi, thường với năm hoặc sáu thí sinh còn lại. Trong khi ở nước ngoài, mỗi tập phim bao gồm khoảng ba đến bốn ngày, tổng cộng hai tuần quay ở nước ngoài. Trong một số phiên bản quốc tế, các thí sinh đã đi từ hai đến sáu quốc gia khác nhau.

### Chương trình trực tiếp
Trong một số phiên bản của chương trình, người chiến thắng được xác định trong một buổi phát sóng trực tiếp. Điều này đã được thực hiện ở Đức, Nga, Croatia, Israel, Bỉ, Hà Lan (mùa 2-10), Benelux (sự kết hợp của hai nước trước đây), Áo, Serbia, New Zealand (mùa 3), Úc (mùa 3–8), Anh Quốc (mùa 6), Ba Lan, Việt Nam và Hy Lạp (mùa 3). Các phiếu bầu thường được gửi qua SMS hoặc trên bất kỳ trang web nhất định nào khác. Trong mùa 17 của America's Next Top Model, bảng đầu tiên được trình bày trước một đám đông trực tiếp, nhưng điều này đã không được phát sóng cho đến khi mùa ra mắt vài tháng sau đó.  Ngoài ra, quá trình loại trừ được quay một cách riêng tư trong quá trình sản xuất.

### All-Stars
America's Next Top Model mùa 17 có sự góp mặt của những người mẫu trở lại từ các mùa trước với cuộc thi All-Stars. Trong mùa 18 của phiên bản tương tự, bảy người mẫu Anh từ Britain's Next Top Model đã tranh tài cùng với các thí sinh mới của Mỹ. Vietnam's Next Top Model mùa thứ tám còn có sự góp mặt của những người mẫu trở lại từ các mùa trước. Mùa thứ bảy của Top Model po-ukrainsky cũng có sự góp mặt của những người mẫu trở lại từ các mùa trước.

### Chuỗi bình chọn trên mạng xã hội, Chấm điểm và Quay lại
Qua các mùa 19-21, America's Next Top Model cho phép người hâm mộ trên mạng xã hội bình chọn trực tuyến ảnh của từng thí sinh dựa trên thang điểm từ 1 (xấu nhất) đến 10 (đẹp nhất). Việc bỏ phiếu diễn ra trong quá trình quay phim, để có thể nhìn thấy kết quả khi chương trình bắt đầu phát sóng trên truyền hình. Mỗi giám khảo cũng cho điểm từng bức tranh dựa trên cùng một thang điểm, với tổng số phiếu bầu của người hâm mộ có trọng số tương đương với phiếu bầu của giám khảo. Hơn nữa, một hoặc nhiều thí sinh bị loại sẽ nhận được cơ hội tham gia lại cuộc thi nếu họ giành được điểm tổng trung bình cao nhất trong một khoảng thời gian nhất định. Cuộc bình chọn trên mạng xã hội đã bị chấm dứt bắt đầu từ mùa 22.
Hệ thống tính điểm trên mạng xã hội cũng được thực hiện trong mùa thứ sáu và thứ bảy của Austria's Next Top Model. Trái ngược với bản chuyển thể của Mỹ, mỗi người bình chọn được yêu cầu bỏ phiếu của họ trên trang web của chương trình bằng các tài khoản liên kết với Facebook. Hơn nữa, không có thang phân loại. Mỗi tài khoản Facebook được phân bổ ba phiếu bầu, có thể được dùng cho bất kỳ tổ hợp thí sinh nào. Thí sinh có số phiếu bầu cao nhất mỗi vòng sẽ được miễn loại, trong khi thí sinh có số phiếu thấp nhất tự động bị loại cùng với ba thí sinh khác do ban giám khảo lựa chọn. Một vòng comeback (trở lại) cũng diễn ra khoảng 2/3 sau cuộc thi.
Một hệ thống tính điểm riêng biệt, không có bình chọn trên mạng xã hội, đã được giới thiệu trong mùa thứ chín của Australia's Next Top Model. Thử thách kết hợp và điểm giám khảo được sử dụng để xác định ai sẽ bị loại mỗi tuần. Đây cũng là hệ thống được sử dụng trong chương trình America's Next Top Model mùa thứ hai mươi hai và được điều chỉnh bởi các phiên bản khác của chương trình.

## Top Model vòng quanh thế giới
Định dạng Top Model đã được điều chỉnh cho nhiều phiên bản quốc gia và khu vực trên khắp thế giới.
     Hiện đang sản xuất
     Hiện dừng sản xuất
| Vùng/quốc gia                | Vùng/quốc gia        | Tên chương trình                                                                        | Kênh | Mùa & quán quân | Dẫn chương trình |
| ---------------------------- | -------------------- | --------------------------------------------------------------------------------------- | --- | --- | --- |
|                              | Albania              | Albania's Next Top Model                                                                | Top Channel (mùa 1) Supersonic TV (mùa 2) | Mùa 1, 2010–2011: Erida Lama Mùa 2, 2011: Greis Drenn | Aurela Hoxha |
|                              | Anh Quốc & Ireland   | Britain's Next Top Model Britain & Ireland's Next Top Model (mùa 7–9)                   | Sky Living (mùa 1–9) Lifetime (mùa 10–12) | Mùa 1, 2005: Lucy Ratcliffe Mùa 2, 2006: Lianna Fowler Mùa 3, 2007: Lauren McAvoy Mùa 4, 2008: Alex Evans Mùa 5, 2009: Mecia Simson Mùa 6, 2010: Tiffany Pisani Mùa 7, 2011: Jade Thompson Mùa 8, 2012: Letitia Herod Mùa 9, 2013: Lauren Lambert Mùa 10, 2016: Chloe Keenan Mùa 11, 2017: Olivia Wardell Mùa 12, 2017: Ivy Watson | Lisa Butcher (mùa 1) Lisa Snowdon (mùa 2–5) Elle Macpherson (mùa 6–9) Abbey Clancy (mùa 10–12)                                   |
|                              | Áo                   | Austria's Next Topmodel                                                                 | Puls 4 (mùa 1–7, 9) ATV (mùa 8) | Mùa 1, 2009: Larissa Marolt Mùa 2, 2009–2010: Aylin Kösetürk Mùa 3, 2011: Lydia Obute Mùa 4, 2012: Antonia Hausmair Mùa 5, 2013: Greta Uszkai Mùa 6, 2014: Oliver Stummvoll Mùa 7, 2015–2016: Fabian Herzgsell Mùa 8, 2017: Isak Omorodion Mùa 9, 2019: Taibeh Ahmadi | Lena Gercke (mùa 1–4) Melanie Scheriau (mùa 5–7) Eveline Hall (mùa 8) Franziska Knuppe (mùa 9)                                   |
|                              | Ấn Độ                | India's Next Top Model                                                                  | MTV India | Mùa 1, 2015: Danielle Canute Mùa 2, 2016: Pranati Prakash Mùa 3, 2017: Riya Subodh Mùa 4, 2018: Urvi Shetty | Lisa Haydon (mùa 1–2) Malaika Arora (mùa 3–4)                                                                                    |
| Top Model India              | Ấn Độ                | Colors Infinity                                                                         | Mùa 1, 2018: Mahir Pandhi | Lisa Haydon | |
|                              | Ba Lan               | Top Model Top Model. Zostań modelką (mùa 1–3)                                           | TVN | Mùa 1, 2010: Paulina Papierska Mùa 2, 2011: Olga Kaczyńska Mùa 3, 2013: Zuza Kołodziejczyk Mùa 4, 2014: Osi Ugonoh Mùa 5, 2015: Radek Pestka Mùa 6, 2016: Patryk Grudowicz Mùa 7, 2018: Kasia Szklarczyk Mùa 8, 2019: Dawid Woskanian Mùa 9, 2020: Mikołaj Śmieszek Mùa 10, 2021: Dominika Wysocka Mùa 11, 2022: Klaudia Nieścior Mùa 12, 2023: Dominik Szymański Mùa 13, 2024: Klaudia Zioberczyk | Joanna Krupa |
|                              | Benelux              | Benelux' Next Top Model                                                                 | 2BE RTL 5 | Mùa 1, 2009: Rosalinde Kikstra Mùa 2, 2010: Melissa Baas | Daphne Deckers |
|                              | Bỉ                   | Topmodel                                                                                | 2BE | Mùa 1, 2007: Hanne Baekelandt Mùa 2, 2008: Virginie Bleyaert | Ingrid Seynhaeve (mùa 1) An Lemmens (mùa 2)                                                                                      |
| Belgium's Next Top Model     | Bỉ                   | Streamz                                                                                 | Mùa 1, 2023: Gilles Verbruggen Mùa 2, 2024: Bréseïs Simons | Hannelore Knuts | |
|                              | Bosna và Hercegovina | OBN Star Model                                                                          | OBN | Mùa 1, 2009: Jelena Jugović Mùa 2, 2010: Vedran Pajo | Dejana Rosuljaš |
|                              | Brasil               | Brazil's Next Top Model                                                                 | Sony Entertainment Television | Mùa 1, 2007: Mariana Velho Mùa 2, 2008: Maíra Vieira Mùa 3, 2009: Camila Trindade | Fernanda Motta |
|                              | Campuchia            | Cambodia's Next Top Model                                                               | MYTV | Mùa 1, 2014–2015: Chan Kongkar | Yok Chenda |
|                              | Canada               | Canada's Next Top Model                                                                 | Citytv (mùa 1–2) CTV (mùa 3) | Mùa 1, 2006: Andrea Muizelaar Mùa 2, 2007: Rebecca Hardy Mùa 3, 2009: Meaghan Waller | Tricia Helfer (mùa 1) Jay Manuel (mùa 2–3)                                                                                       |
|                              | Caribe               | Caribbean's Next Top Model                                                              | CaribVision (mùa 1) Flow TV (mùa 2–4) | Mùa 1, 2013: Treveen Stewart Mùa 2, 2015: Kittisha Doyle Mùa 3, 2017: Shamique Simms Mùa 4, 2018: Le-Shae Riley | Wendy Fitzwilliam |
|                              | Châu Á               | Asia's Next Top Model                                                                   | Star World (mùa 1–5) Fox Life (mùa 6) | Mùa 1, 2012–2013: Jessica Amornkuldilok Mùa 2, 2014: Sheena Liam Mùa 3, 2015: Ayu Gani Mùa 4, 2016: Tawan Kedkong Mùa 5, 2017: Maureen Wroblewitz Mùa 6, 2018: Dana Slosar | Nadya Hutagalung (mùa 1–2) Georgina Wilson (mùa 3) Cindy Bishop (mùa 4–6)                                                        |
|                              | Châu Phi             | Africa's Next Top Model                                                                 | M-net Africa Magic | Mùa 1, 2013–2014: Aamito Lagum | Oluchi Onweagba |
|                              | Colombia             | Colombia's Next Top Model                                                               | Caracol Televisión | Mùa 1, 2013: Mónica Castaño Mùa 2, 2014: Yuriko Londoño Mùa 3, 2017: Alejandra Merlano | Carolina Guerra (mùa 1) Carolina Cruz (mùa 2–3)                                                                                  |
|                              | Croatia              | Hrvatski Top Model                                                                      | RTL | Mùa 1, 2008: Sabina Behlić Mùa 2, 2010: Rafaela Franić | Tatjana Jurić (mùa 1) Vanja Rupena (mùa 2)                                                                                       |
|                              | Đan Mạch             | Danmarks Næste Topmodel                                                                 | Kanal 4 | Mùa 1, 2010: Caroline Bader Mùa 2, 2011: Julie Hasselby Mùa 3, 2012: Line Rehkopff Mùa 4, 2013: Louise Mikkelsen Mùa 5, 2014: Sarah Kildevæld-Madsen Mùa 6, 2015: Daniel Kildevæld-Madsen | Caroline Fleming (mùa 1–5) Cecilie Lassen (mùa 6)                                                                                |
|                              | Đài Loan             | Taiwan Supermodel No. 1                                                                 | TVBS Entertainment Channel | Mùa 1, 2007–2008: Hà Uyển Đình Mùa 2, 2008: Trần Sở Tường | Bạch Hâm Huệ Thái Khang Vĩnh |
|                              | Đức                  | Germany's Next Topmodel                                                                 | ProSieben | Mùa 1, 2006: Lena Gercke Mùa 2, 2007: Barbara Meier Mùa 3, 2008: Jennifer Hof Mùa 4, 2009: Sara Nuru Mùa 5, 2010: Alisar Ailabouni Mùa 6, 2011: Jana Beller Mùa 7, 2012: Luisa Hartema Mùa 8, 2013: Lovelyn Enebechi Mùa 9, 2014: Stefanie Giesinger Mùa 10, 2015: Vanessa Fuchs Mùa 11, 2016: Kim Hnizdo Mùa 12, 2017: Céline Bethmann Mùa 13, 2018: Toni Dreher-Adenuga Mùa 14, 2019: Simone Kowalski Mùa 15, 2020: Jacky Wruck Mùa 16, 2021: Alex-Mariah Peter Mùa 17, 2022: Lou-Anne Gleißenebner-Teskey Mùa 18, 2023: Vivien Blotzki Mùa 19, 2024: Jermaine Kokoú Kothé & Lea Oude Engberink Mùa 20, 2025: Moritz Rüdiger & Daniela Djokić                                            | Heidi Klum |
|                              | Estonia              | Eesti tippmodell                                                                        | Kanal 2 | Mùa 1, 2012: Helina Metsik Mùa 2, 2013–2014: Sandra Ude Mùa 3, 2014–2015: Aule Õun Mùa 4, 2015–2016: Kätlin Hallik | Kaja Wunder (mùa 1) Liisi Eesmaa (mùa 2–4)                                                                                       |
|                              | Gruzia               | TOP gogo                                                                                | Rustavi 2 | Mùa 1, 2012: Tako Mandaria Mùa 2, 2013: Alisa Kuzmina | Salome Gviniashvili (mùa 1) Nino Tskitishvili (mùa 2)                                                                            |
|                              | Hà Lan               | Holland's Next Top Model                                                                | RTL 5 (mùa 1–12) Videoland (mùa 13–14) | Mùa 1, 2006: Sanne Nijhof Mùa 2, 2007: Kim Feenstra Mùa 3, 2007: Cecile Sinclair Mùa 4, 2008: Ananda Lândertine Mùa 5, 2011: Tamara Weijenberg Mùa 6, 2013: Nikki Steigenga Mùa 7, 2014: Nicky Opheij Mùa 8, 2015: Loiza Lamers Mùa 9, 2016: Akke Marije Marinus Mùa 10, 2017: Montell van Leijen Mùa 11, 2018: Soufyan Gnini Mùa 12, 2019: Marcus Hansma Mùa 13, 2022: Lando van der Schee Mùa 14, 2024: Gitte van Elst | Yfke Sturm (mùa 1–2) Daphne Deckers (mùa 3–5) Anouk Smulders (mùa 6–9) Anna Nooshin (mùa 10–12) Loiza Lamers (mùa 13–14)         |
|                              | Hàn Quốc             | Do-jeon! Supermodel Korea                                                               | On Style Media | Mùa 1, 2010: Lee Ji Min Mùa 2, 2011: Jin Jung Sun Mùa 3, 2012: Choi So Ra Mùa 4, 2013: Shin Hyun Ji Mùa 5, 2014: Hwang Ki Bbeum | Jang Yoon-ju |
|                              | Hoa Kỳ               | America's Next Top Model                                                                | UPN (mùa 1–6) The CW (mùa 7–22) VH1 (mùa 23–24) | Mùa 1, 2003: Adrianne Curry Mùa 2, 2004: Yoanna House Mùa 3, 2004: Eva Pigford Mùa 4, 2005: Naima Mora Mùa 5, 2005: Nicole Linkletter Mùa 6, 2006: Danielle Evans Mùa 7, 2006: CariDee English Mùa 8, 2007: Jaslene Gonzalez Mùa 9, 2007: Saleisha Stowers Mùa 10, 2008: Whitney Thompson Mùa 11, 2008: McKey Sullivan Mùa 12, 2009: Teyona Anderson Mùa 13, 2009: Nicole Fox Mùa 14, 2010: Krista White Mùa 15, 2010: Ann Ward Mùa 16, 2011: Brittani Kline Mùa 17, 2011: Lisa D'Amato Mùa 18, 2012: Sophie Sumner Mùa 19, 2012: Laura James Mùa 20, 2013: Jourdan Miller Mùa 21, 2014: Keith Carlos Mùa 22, 2015: Nyle DiMarco Mùa 23, 2016–2017: India Gants Mùa 24, 2018: Kyla Coleman | Tyra Banks (mùa 1–22, 24) Rita Ora (mùa 23)                                                                                      |
|                              | Hungary              | Topmodell                                                                               | Viasat 3 | Mùa 1, 2006: Nagy Réka | Vámosi Viktória (tập 1–12) Epres Panni (chung kết)                                                                               |
| Next Top Model Hungary       | Hungary              | TV2                                                                                     | Mùa 1, 2024: Mészáros Lili | Ördög Nóra | |
|                              | Hy Lạp               | Next Top Model                                                                          | ANT1 | Mùa 1, 2009–2010: Seraina Kazamia Mùa 2, 2010–2011: Cindy Toli | Vicky Kaya |
| Greece's Next Top Model      | Hy Lạp               | Star Channel                                                                            | Mùa 1, 2018: Eirini Kazaryan Mùa 2, 2019: Anna-Maria Iliadou & Katia Tarabanko Mùa 3, 2020: Iraklis Chuzinov Mùa 4, 2021: Kyveli Chatziefstratiou Mùa 5, 2022: Aléksia Trajko | Không có | |
|                              | Indonesia            | Indonesia's Next Top Model                                                              | NET. | Mùa 1, 2020–2021: Ilene Kurniawan Mùa 2, 2021–2022: Sarah Tumiwa Mùa 3, 2022–2023: Iko Bustomi | Luna Maya |
|                              | Israel               | HaDugmaniot                                                                             | Channel 10 | Mùa 1, 2005: Victoria Katzman Mùa 2, 2006: Niral Karantinaji Mùa 3, 2008: Ella Mashkautzen | Galit Gutmann |
|                              | Kazakhstan           | Ya krasivaya                                                                            | HiT TV | Mùa 1, 2005: Altyn Baekenova | Ilya Urazakov |
|                              | Malta                | Malta's Top Model                                                                       | Favourite Channel | Mùa 1, 2009: Audrienne Debono | Claire Amato |
|                              | México               | Mexico's Next Top Model                                                                 | Sony Entertainment Television | Mùa 1, 2009: Mariana Bayón Mùa 2, 2011: Tracy Reuss Mùa 3, 2012: Sahily Córdova Mùa 4, 2013: Paloma Aguilar Mùa 5, 2014: Vanessa Ponce | Elsa Benítez (mùa 1–3) Jaydy Michel (mùa 4–5)                                                                                    |
|                              | Mông Cổ              | The Models Mongolia's Next Top Model (mùa 1–2)                                          | EduTV | Mùa 1, 2017: Tserendolgor Battsengel Mùa 2, 2018–2019: Anujin Bayan-Erdene Mùa 3, 2021–2022: Hanna Buyankhishig | Nora Dagva (mùa 1–2) Urantsetseg Ganbold (mùa 3)                                                                                 |
|                              | Na Uy                | Top Model Norge Top Model (mùa 1–4)                                                     | TV3 | Mùa 1, 2006: Maria Eilertsen Mùa 2, 2007: Kamilla Alnes Mùa 3, 2008: Martine Lervik Mùa 4, 2011: Claudia Bull Mùa 5, 2013: Frida Solaker | Kathrine Sørland (mùa 1) Vendela Kirsebom (mùa 2–3) Mona Grudt (mùa 4) Siri Tollerød (mùa 5)                                     |
|                              | New Zealand          | New Zealand's Next Top Model                                                            | TV3 | Mùa 1, 2009: Christobelle Grierson-Ryrie Mùa 2, 2010: Danielle Hayes Mùa 3, 2011: Brigette Thomas | Sara Tetro |
|                              | Nga                  | Ty - supermodel                                                                         | STS | Mùa 1, 2004: Ksenia Kahnovich Mùa 2, 2005: Svetlana Sergienko Mùa 3, 2006: Tatyana Pekurovskaya Mùa 4, 2007: Tatyana Krokhina | Fedor Bondarchuk (mùa 1–2) Alexander Tsekalo (mùa 3) Svetlana Bondarchuk (mùa 4)                                                 |
| Top Model po-russki          | Nga                  | Muz-TV (mùa 1–3) You-TV (mùa 4–5)                                                       | Mùa 1, 2011: Maria Lesovaya Mùa 2, 2011: Katerina Bagrova Mùa 3, 2012: Tanya Kozuto Mùa 4, 2012: Yulya Farkhutdinova Mùa 5, 2014: Zhenya Nekrasova                            | Ksenia Sobchak (mùa 1–3) Irina Shayk (mùa 4) Natasha Stefanenko (mùa 5) | |
| Ty top-model'                | Nga                  | TNT                                                                                     | Mùa 1, 2021: Tina Tova | Anastasia Reshetova | |
|                              | Peru                 | Peru's Next Top Model                                                                   | Andina de Televisión | Mùa 1, 2013: Danea Panta | Valeria De Santis |
|                              | Pháp                 | Top Model                                                                               | M6 | Mùa 1, 2005: Alizée Gaillard Mùa 2, 2007: Karen Pillet | Odile Sarron (mùa 1) Adriana Karembeu (mùa 2)                                                                                    |
|                              | Phần Lan             | Suomen huippumalli haussa                                                               | Nelonen | Mùa 1, 2008: Ani Alitalo Mùa 2, 2009: Nanna Grundfeldt Mùa 3, 2010: Jenna Kuokkanen Mùa 4, 2011: Anna-Sofia Ali-Sisto Mùa 5, 2012: Meri Ikonen Mùa 6, 2017: Jerry Koivisto Mùa 7, 2022: Jarrah Kollei | Anne Kukkohovi (mùa 1–5) Maryam Razavin (mùa 6) Veronica Verho (mùa 7)                                                           |
|                              | Philippines          | Philippines' Next Top Model                                                             | RPN (mùa 1) TV5 (mùa 2) | Mùa 1, 2007: Grendel Alvarado Mùa 2, 2017: Angela Lehmann | Ruffa Gutierrez (mùa 1) Maggie Wilson (mùa 2)                                                                                    |
|                              | Romania              | Next Top Model                                                                          | Antena 1 | Mùa 1, 2011: Emma Dumitrescu Mùa 2, 2011: Laura Giurcanu Mùa 3, 2012: Ramona Popescu | Cătălin Botezatu |
|                              | Scandinavia          | Top Model                                                                               | TV3 | Mùa 1, 2005: Kine Bakke Mùa 2, 2005: Frøydis Elvenes Mùa 3, 2006: Freja Borchies | Georgianna Robertson (mùa 1) Cynthia Garrett (mùa 2–3) Anne Pedersen Mini Andén (mùa 1–2) Malin Persson (mùa 3) Kathrine Sørland |
| Top Model Curves             | Scandinavia          | Mùa 1, 2016: Ronja Manfredsson                                                          | TV3 | Lina Rafn | |
|                              | Serbia               | Srpski Top Model                                                                        | Prva | Mùa 1, 2011: Neda Stojanović | Ivana Stanković |
|                              | Slovakia             | Hľadá sa Supermodelka                                                                   | TV JOJ | Mùa 1, 2007: Ivana Honzová | Michal Hudák & Simona Krainova                                                                                                   |
|                              | Slovenia             | Slovenski Top Model                                                                     | TV3 Slovenia | Mùa 1, 2010: Maja Fučak | Nuša Šenk |
|                              | Thái Lan             | Thailand's Next Top Model                                                               | Channel 3 | Mùa 1, 2005: You Kheawchaum | Sonia Couling |
|                              | Thổ Nhĩ Kỳ           | Top Model Türkiye                                                                       | Star TV | Mùa 1, 2006: Selda Car | Deniz Akkaya |
|                              | Thụy Điển            | Top Model Sverige Top Model (mùa 1)                                                     | TV3 | Mùa 1, 2007: Hawa Ahmed Mùa 2, 2012: Alice Herbst Mùa 3, 2013: Josefin Gustafsson Mùa 4, 2014: Feben Negash | Vendela Kirsebom (mùa 1) Izabella Scorupco (mùa 2) Caroline Winberg (mùa 3–4)                                                    |
|                              | Thụy Sĩ              | Switzerland's Next Topmodel                                                             | Puls 8 ProSieben Schweiz | Mùa 1, 2018: Saviour Chibueze Anosike Mùa 2, 2019: Gaby Gisler Mùa 3, 2021: Dennis de Vree | Manuela Frey |
|                              | Trung Quốc           | China's Next Top Model                                                                  | Sichuan TV (mùa 1–3) Travel Channel (mùa 4) Chongqing TV (mùa 5) | Mùa 1, 2008: Ân Ca Mùa 2, 2009: Mạnh Dao Mùa 3, 2010: Mao Sở Ngọc Mùa 4, 2013: Vương Hiểu Thiến Mùa 5, 2015: Lý Tư Giai | Lý Ngãi (mùa 1–3) Thượng Văn Tiệp (mùa 4) Hùng Đại Lâm & Trương Lượng (mùa 5)                                                    |
|                              | Ukraina              | Supermodel po-ukrainsky                                                                 | Novy TV | Mùa 1, 2014: Alyona Ruban Mùa 2, 2015: Alina Panyuta Mùa 3, 2016: Maria Grebenyuk | Alla Kostromichova |
| Top Model po-ukrainsky       | Ukraina              | Mùa 1, 2017: Samvel Tumanyan Mùa 2, 2018: Yana Kutishevska Mùa 3, 2019: Malvina Chuklya | Novy TV | | Alla Kostromichova |
| Super Top Model po-ukrainsky | Ukraina              | Mùa 1, 2020: Tanya Bryk                                                                 | Novy TV | | Alla Kostromichova |
|                              | Úc                   | Australia's Next Top Model                                                              | Fox8 | Mùa 1, 2005: Gemma Sanderson Mùa 2, 2006: Eboni Stocks Mùa 3, 2007: Alice Burdeu Mùa 4, 2008: Demelza Reveley Mùa 5, 2009: Tahnee Atkinson Mùa 6, 2010: Amanda Ware Mùa 7, 2011: Montana Cox Mùa 8, 2013: Melissa Juratowitch Mùa 9, 2015: Brittany Beattie Mùa 10, 2016: Aleyna FitzGerald | Erika Heynatz (mùa 1–2) Jodhi Meares (mùa 3–4) Sarah Murdoch (mùa 5–7) Jennifer Hawkins (mùa 8-10)                               |
|                              | Việt Nam             | Vietnam's Next Top Model                                                                | VTV3 | Mùa 1, 2010–2011: Khiếu Thị Huyền Trang Mùa 2, 2011–2012: Hoàng Thị Thùy Mùa 3, 2012: Mai Thị Giang Mùa 4, 2013: Mâu Thị Thanh Thủy Mùa 5, 2014–2015: Tạ Quang Hùng & Nguyễn Thị Oanh Mùa 6, 2015: Nguyễn Thị Hương Ly Mùa 7, 2016: Nguyễn Thị Ngọc Châu Mùa 8, 2017: Lê Thị Kim Dung | Vũ Nguyễn Hà Anh (mùa 1) Nguyễn Xuân Lan (mùa 2–3,5) Phạm Thị Thanh Hằng (mùa 4, 6–7) Trương Ngọc Ánh (mùa 8)                    |
|                              | Ý                    | Italia's Next Top Model                                                                 | Sky Uno | Mùa 1, 2007–2008: Gilda Sansone Mùa 2, 2008: Michela Maggioni Mùa 3, 2009: Anastasia Silveri Mùa 4, 2011: Alice Taticchi | Natasha Stefanenko |

Bảng ghi chú:
1. ↑  Dave Berry làm host cho đêm chung kết trực tiếp của Mùa 6 trong khi Elle Macpherson dẫn đầu ban giám khảo.
2. ↑  Cindy Bishop đảm nhận nhiệm vụ dẫn chương trình trong ba tập cuối của mùa 12, được quay ở nước ngoài ở Thái Lan. Abbey Clancy tạm nghỉ sau khi biết tin mình mang thai.
3. ↑  Christian Anwander đang tổ chức trận chung kết trực tiếp của Mùa 15 trong khi Heidi Klum không thể có mặt tại sự kiện trực tiếp do đại dịch COVID-19. Klum xuất hiện từ xa từ ngôi nhà ở Los Angeles của cô.
4. ↑  Epres Panni thay thế Vámosi Viktória để đảm nhận nhiệm vụ dẫn chương trình tại chung kết của Mùa 1. Cuối cùng, Vámosi đã bị sa thải trước chung kết.
5. ↑  Bốn giám khảo là người dẫn chương trình.
6. ↑  Charlotte Dawson đang tổ chức trận chung kết trực tiếp của Mùa 4 trong khi Jodhi Meares không có mặt tại sự kiện đó.
7. ↑  Loạt chương trình bắt đầu với một vị trí người dẫn chương trình/trưởng ban giám khảo không rõ ràng, Elizabeth Thủy Tiên ban đầu được trao quyền tối cao trong bàn giám khảo và sau đó Nathan Lee đã đấu với cô để trở thành người dẫn chương trình nam khác của thương hiệu Top Model toàn cầu. Cả hai đều bị sa thải và Vũ Nguyễn Hà Anh được chọn là người thay thế. Vũ Anh Tuấn dẫn chương trình trực tiếp chung kết trong khi giám khảo chính dẫn đầu bảng.

### Người chiến thắng theo thời gian
Xin lưu ý: Đây là bảng có thể thu gọn, hãy nhấp vào [hiện] để mở rộng và xem nội dung của bảng.
| Ngày công bố | Quán quân                              | Vùng/Quốc gia        | Độc quyền                          | Mùa    |
| ------------ | -------------------------------------- | -------------------- | ---------------------------------- | ------ |
| 08/07/2003   | Adrianne Curry                         | Hoa Kỳ               | America's Next Top Model           | Mùa 1  |
| 23/03/2004   | Yoanna House                           | Hoa Kỳ               | America's Next Top Model           | Mùa 2  |
| 02/05/2004   | Ksenia Kahnovich                       | Nga                  | Ty - supermodel                    | Mùa 1  |
| 15/12/2004   | Eva Pigford                            | Hoa Kỳ               | America's Next Top Model           | Mùa 3  |
| 22/02/2005   | Svetlana Sergienko                     | Nga                  | Ty - supermodel                    | Mùa 2  |
| 01/03/2005   | Gemma Sanderson                        | Úc                   | Australia's Next Top Model         | Mùa 1  |
| 27/04/2005   | Kine Bakke                             | Scandinavia          | Top Model                          | Mùa 1  |
| 18/05/2005   | Naima Mora                             | Hoa Kỳ               | America's Next Top Model           | Mùa 4  |
| 23/06/2005   | Victoria Katzman                       | Israel               | HaDugmaniot                        | Mùa 1  |
| 28/08/2005   | You Khiaochaoum                        | Thái Lan             | Thailand's Next Top Model          | Mùa 1  |
| 05/09/2005   | Alizée Gaillard                        | Pháp                 | Top Model                          | Mùa 1  |
| 15/10/2005   | Altyn Baekenova                        | Kazakhstan           | Ya krasivaya                       | Mùa 1  |
| 17/11/2005   | Lucy Ratcliffe                         | Anh Quốc             | Britain's Next Top Model           | Mùa 1  |
| 21/11/2005   | Frøydis Elvenes                        | Scandinavia          | Top Model                          | Mùa 2  |
| 07/12/2005   | Nicole Linkletter                      | Hoa Kỳ               | America's Next Top Model           | Mùa 5  |
| 22/02/2006   | Eboni Stocks                           | Úc                   | Australia's Next Top Model         | Mùa 2  |
| 21/03/2006   | Niral Karantinji                       | Israel               | HaDugmaniot                        | Mùa 2  |
| 29/03/2006   | Lena Gercke                            | Đức                  | Germany's Next Topmodel            | Mùa 1  |
| 04/04/2006   | Tatiana Pekurovskaya                   | Nga                  | Ty - supermodel                    | Mùa 3  |
| 02/05/2006   | Freja Kjellberg Borchies               | Scandinavia          | Top Model                          | Mùa 3  |
| 17/05/2006   | Danielle Evans                         | Hoa Kỳ               | America's Next Top Model           | Mùa 6  |
| 19/07/2006   | Andrea Muizelaar                       | Canada               | Canada's Next Top Model            | Mùa 1  |
| 25/09/2006   | Lianna Fowler                          | Anh Quốc             | Britain's Next Top Model           | Mùa 2  |
| 23/10/2006   | Sanne Nijhof                           | Hà Lan               | Holland's Next Top Model           | Mùa 1  |
| 01/11/2006   | Selda Car                              | Thổ Nhĩ Kỳ           | Top Model Türkiye                  | Mùa 1  |
| 27/11/2006   | Maria Eilertsen                        | Na Uy                | Top Model                          | Mùa 1  |
| 06/12/2006   | CariDee English                        | Hoa Kỳ               | America's Next Top Model           | Mùa 7  |
| 22/12/2006   | Nagy Réka                              | Hungary              | Topmodell                          | Mùa 1  |
| 30/03/2007   | Ivana Honzová                          | Slovakia             | Hľadá sa Supermodelka              | Mùa 1  |
| 14/05/2007   | Kim Feenstra                           | Hà Lan               | Holland's Next Top Model           | Mùa 2  |
| 16/05/2007   | Jaslene Gonzalez                       | Hoa Kỳ               | America's Next Top Model           | Mùa 8  |
| 31/05/2007   | Barbara Meier                          | Đức                  | Germany's Next Topmodel            | Mùa 2  |
| 05/06/2007   | Alice Burdeu                           | Úc                   | Australia's Next Top Model         | Mùa 3  |
| 12/06/2007   | Grendel Alvarado                       | Philippines          | Philippines' Next Top Model        | Mùa 1  |
| 18/07/2007   | Rebecca Hardy                          | Canada               | Canada's Next Top Model            | Mùa 2  |
| 03/09/2007   | Lauren McAvoy                          | Anh Quốc             | Britain's Next Top Model           | Mùa 3  |
| 19/11/2007   | Kamilla Alnes                          | Na Uy                | Top Model                          | Mùa 2  |
| 12/12/2007   | Hawa Ahmed                             | Thụy Điển            | Top Model                          | Mùa 1  |
| 12/12/2007   | Saleisha Stowers                       | Hoa Kỳ               | America's Next Top Model           | Mùa 9  |
| 16/12/2007   | Hanne Baekelandt                       | Bỉ                   | Topmodel                           | Mùa 1  |
| 17/12/2007   | Cecile Sinclair                        | Hà Lan               | Holland's Next Top Model           | Mùa 3  |
| 19/12/2007   | Mariana Velho                          | Brasil               | Brazil's Next Top Model            | Mùa 1  |
| 21/12/2007   | Karen Pillet                           | Pháp                 | Top Model                          | Mùa 2  |
| 22/12/2007   | Tatyana Krokhina                       | Nga                  | Ty - supermodel                    | Mùa 4  |
| 19/02/2008   | Gilda Sansone                          | Ý                    | Italia's Next Top Model            | Mùa 1  |
| 05/03/2008   | Hà Uyển Đình                           | Đài Loan             | Taiwan Supermodel No. 1            | Mùa 1  |
| 23/03/2008   | Ân Ca                                  | Trung Quốc           | China's Next Top Model             | Mùa 1  |
| 22/04/2008   | Ella Mashkautzen                       | Israel               | HaDugmaniot                        | Mùa 3  |
| 14/05/2008   | Whitney Thompson                       | Hoa Kỳ               | America's Next Top Model           | Mùa 10 |
| 01/06/2008   | Sabina Behlić                          | Croatia              | Hrvatski Top Model                 | Mùa 1  |
| 02/06/2008   | Ananda Lândertine                      | Hà Lan               | Holland's Next Top Model           | Mùa 4  |
| 05/06/2008   | Jennifer Hof                           | Đức                  | Germany's Next Topmodel            | Mùa 3  |
| 08/06/2008   | Ani Alitalo                            | Phần Lan             | Suomen huippumalli haussa          | Mùa 1  |
| 01/07/2008   | Demelza Reveley                        | Úc                   | Australia's Next Top Model         | Mùa 4  |
| 07/07/2008   | Alex Evans                             | Anh Quốc             | Britain's Next Top Model           | Mùa 4  |
| 23/07/2008   | Trần Sở Tường                          | Đài Loan             | Taiwan Supermodel No. 1            | Mùa 2  |
| 19/11/2008   | McKey Sullivan                         | Hoa Kỳ               | America's Next Top Model           | Mùa 11 |
| 20/11/2008   | Maíra Vieira                           | Brasil               | Brazil's Next Top Model            | Mùa 2  |
| 24/11/2008   | Martine Lervik                         | Na Uy                | Top Model                          | Mùa 3  |
| 16/12/2008   | Michela Maggioni                       | Ý                    | Italia's Next Top Model            | Mùa 2  |
| 18/12/2008   | Virginie Bleyaert                      | Bỉ                   | Topmodel                           | Mùa 2  |
| 09/02/2009   | Larissa Marolt                         | Áo                   | Austria's Next Topmodel            | Mùa 1  |
| 13/03/2009   | Mạnh Dao                               | Trung Quốc           | China's Next Top Model             | Mùa 2  |
| 13/05/2009   | Teyona Anderson                        | Hoa Kỳ               | America's Next Top Model           | Mùa 12 |
| 21/05/2009   | Sara Nuru                              | Đức                  | Germany's Next Topmodel            | Mùa 4  |
| 05/06/2009   | Christobelle Grierson-Ryrie            | New Zealand          | New Zealand's Next Top Model       | Mùa 1  |
| 15/06/2009   | Nanna Grundfeldt                       | Phần Lan             | Suomen huippumalli haussa          | Mùa 2  |
| 28/06/2009   | Jelena Jugović                         | Bosna và Hercegovina | OBN Star Model                     | Mùa 1  |
| 06/07/2009   | Mecia Simson                           | Anh Quốc             | Britain's Next Top Model           | Mùa 5  |
| 07/07/2009   | Tahnee Atkinson                        | Úc                   | Australia's Next Top Model         | Mùa 5  |
| 14/07/2009   | Meaghan Waller                         | Canada               | Canada's Next Top Model            | Mùa 3  |
| 16/11/2009   | Rosalinde Kikstra                      | Benelux              | Benelux' Next Top Model            | Mùa 1  |
| 18/11/2009   | Nicole Fox                             | Hoa Kỳ               | America's Next Top Model           | Mùa 13 |
| 03/12/2009   | Camila Trindade                        | Brasil               | Brazil's Next Top Model            | Mùa 3  |
| 15/12/2009   | Audrienne Debono                       | Malta                | Malta's Top Model                  | Mùa 1  |
| 17/12/2009   | Mariana Bayón                          | Mexico               | Mexico's Next Top Model            | Mùa 1  |
| 18/12/2009   | Anastasia Silveri                      | Ý                    | Italia's Next Top Model            | Mùa 3  |
| 10/02/2010   | Aylin Kösetürk                         | Áo                   | Austria's Next Topmodel            | Mùa 2  |
| 15/02/2010   | Seraina Kazamia                        | Hy Lạp               | Next Top Model                     | Mùa 1  |
| 12/05/2010   | Krista White                           | Hoa Kỳ               | America's Next Top Model           | Mùa 14 |
| 05/06/2010   | Vedran Pajo                            | Bosna và Hercegovina | OBN Star Model                     | Mùa 2  |
| 07/06/2010   | Jenna Kuokkanen                        | Phần Lan             | Suomen huippumalli haussa          | Mùa 3  |
| 10/06/2010   | Alisar Ailabouni                       | Đức                  | Germany's Next Topmodel            | Mùa 5  |
| 04/09/2010   | Mao Sở Ngọc                            | Trung Quốc           | China's Next Top Model             | Mùa 3  |
| 28/09/2010   | Amanda Ware                            | Úc                   | Australia's Next Top Model         | Mùa 6  |
| 04/10/2010   | Tiffany Pisani                         | Anh Quốc             | Britain's Next Top Model           | Mùa 6  |
| 29/10/2010   | Danielle Hayes                         | New Zealand          | New Zealand's Next Top Model       | Mùa 2  |
| 16/11/2010   | Melissa Baas                           | Benelux              | Benelux' Next Top Model            | Mùa 2  |
| 24/11/2010   | Caroline Bader                         | Đan Mạch             | Danmarks Næste Topmodel            | Mùa 1  |
| 28/11/2010   | Rafaela Franić                         | Croatia              | Hrvatski Top Model                 | Mùa 2  |
| 01/12/2010   | Ann Ward                               | Hoa Kỳ               | America's Next Top Model           | Mùa 15 |
| 01/12/2010   | Paulina Papierska                      | Ba Lan               | Top Model. Zostań modelką          | Mùa 1  |
| 11/12/2010   | Lee Ji Min                             | Hàn Quốc             | Do-jeon! Supermodel Korea          | Mùa 1  |
| 22/12/2010   | Maja Fučak                             | Slovenia             | Slovenski Top Model                | Mùa 1  |
| 23/01/2011   | Khiếu Thị Huyền Trang                  | Việt Nam             | Vietnam's Next Top Model           | Mùa 1  |
| 21/02/2011   | Cindorella Toli                        | Hy Lạp               | Next Top Model                     | Mùa 2  |
| 27/02/2011   | Lydia Obute                            | Áo                   | Austria's Next Topmodel            | Mùa 3  |
| 18/03/2011   | Erida Lama                             | Albania              | Albania's Next Top Model           | Mùa 1  |
| 21/04/2011   | Emma Dumitrescu                        | Romania              | Next Top Model                     | Mùa 1  |
| 02/05/2011   | Claudia Alette Bull                    | Na Uy                | Top Model                          | Mùa 4  |
| 18/05/2011   | Brittani Kline                         | Hoa Kỳ               | America's Next Top Model           | Mùa 16 |
| 02/05/2011   | Maria Lesovaya                         | Nga                  | Top Model po-russki                | Mùa 1  |
| 06/06/2011   | Neda Stojanović                        | Serbia               | Srpski Top Model                   | Mùa 1  |
| 09/06/2011   | Jana Beller                            | Đức                  | Germany's Next Topmodel            | Mùa 6  |
| 15/06/2011   | Alice Taticchi                         | Ý                    | Italia's Next Top Model            | Mùa 4  |
| 02/09/2011   | Brigette Thomas                        | New Zealand          | New Zealand's Next Top Model       | Mùa 3  |
| 14/09/2011   | Greis Drenn                            | Albania              | Albania's Next Top Model           | Mùa 2  |
| 26/09/2011   | Jade Thompson                          | Anh Quốc và Ireland  | Britain & Ireland's Next Top Model | Mùa 7  |
| 01/10/2011   | Jin Jung Sun                           | Hàn Quốc             | Do-jeon! Supermodel Korea          | Mùa 2  |
| 25/10/2011   | Montana Cox                            | Úc                   | Australia's Next Top Model         | Mùa 7  |
| 06/11/2011   | Katya Bagrova                          | Nga                  | Top Model po-russki                | Mùa 2  |
| 08/11/2011   | Tracy Reuss                            | Mexico               | Mexico's Next Top Model            | Mùa 2  |
| 14/11/2011   | Tamara Weijenberg                      | Hà Lan               | Holland's Next Top Model           | Mùa 5  |
| 24/11/2011   | Julie S. Hasselby                      | Đan Mạch             | Danmarks Næste Topmodel            | Mùa 2  |
| 28/11/2011   | Anna-Sofia Ali-Sisto                   | Phần Lan             | Suomen huippumalli haussa          | Mùa 4  |
| 07/12/2011   | Lisa D'Amato                           | Hoa Kỳ               | America's Next Top Model           | Mùa 17 |
| 07/12/2011   | Olga Kaczyńska                         | Ba Lan               | Top Model. Zostań modelką          | Mùa 2  |
| 22/12/2011   | Laura Giurcanu                         | Romania              | Next Top Model                     | Mùa 2  |
| 08/01/2012   | Hoàng Thị Thùy                         | Việt Nam             | Vietnam's Next Top Model           | Mùa 2  |
| 11/03/2012   | Antonia Hausmair                       | Áo                   | Austria's Next Topmodel            | Mùa 4  |
| 10/04/2012   | Alice Herbst                           | Thụy Điển            | Top Model Sverige                  | Mùa 2  |
| 27/05/2012   | Tatyana Kozuto                         | Nga                  | Top Model po-russki                | Mùa 3  |
| 30/05/2012   | Sophie Sumner                          | Hoa Kỳ               | America's Next Top Model           | Mùa 18 |
| 05/06/2012   | Helina Metsik                          | Estonia              | Eesti tippmodell                   | Mùa 1  |
| 07/06/2012   | Luisa Hartema                          | Đức                  | Germany's Next Topmodel            | Mùa 7  |
| 01/10/2012   | Letitia Herod                          | Anh Quốc và Ireland  | Britain & Ireland's Next Top Model | Mùa 8  |
| 20/10/2012   | Choi So Ra                             | Hàn Quốc             | Do-jeon! Supermodel Korea          | Mùa 3  |
| 22/10/2012   | Tako Mandaria                          | Gruzia               | TOP gogo                           | Mùa 1  |
| 16/11/2012   | Laura James                            | Hoa Kỳ               | America's Next Top Model           | Mùa 19 |
| 19/11/2012   | Meri Ikonen                            | Phần Lan             | Suomen huippumalli haussa          | Mùa 5  |
| 20/11/2012   | Sahily Cordova                         | Mexico               | Mexico's Next Top Model            | Mùa 3  |
| 22/11/2012   | Line Rehkopff                          | Đan Mạch             | Danmarks Næste Topmodel            | Mùa 3  |
| 25/11/2012   | Mai Thị Giang                          | Việt Nam             | Vietnam's Next Top Model           | Mùa 3  |
| 01/12/2012   | Yulya Farhutdinova                     | Nga                  | Top Model po-russki                | Mùa 4  |
| 27/12/2012   | Ramona Popescu                         | Romania              | Next Top Model                     | Mùa 3  |
| 01/02/2013   | Mónica Castaño                         | Colombia             | Colombia's Next Top Model          | Mùa 1  |
| 17/02/2013   | Jessica Amornkuldilok Thái Lan         | Viễn Đông            | Asia's Next Top Model              | Mùa 1  |
| 03/03/2013   | Greta Uszkai                           | Áo                   | Austria's Next Topmodel            | Mùa 5  |
| 25/03/2013   | Josefin Gustafsson                     | Thụy Điển            | Top Model Sverige                  | Mùa 3  |
| 27/05/2013   | Treveen Stewart                        | Vùng Caribe          | Caribbean's Next Top Model         | Mùa 1  |
| 30/10/2013   | Lovelyn Enebechi                       | Đức                  | Germany's Next Topmodel            | Mùa 8  |
| 05/06/2013   | Zuza Kołodziejczyk                     | Ba Lan               | Top Model. Zostań modelką          | Mùa 3  |
| 26/08/2013   | Alisa Kuzmina                          | Gruzia               | TOP gogo                           | Mùa 2  |
| 05/09/2013   | Lauren Lambert                         | Anh Quốc và Ireland  | Britain & Ireland's Next Top Model | Mùa 9  |
| 24/09/2013   | Melissa Juratowitch                    | Úc                   | Australia's Next Top Model         | Mùa 8  |
| 21/10/2013   | Nikki Steigenga                        | Hà Lan               | Holland's Next Top Model           | Mùa 6  |
| 04/11/2013   | Paloma Aguilar                         | Mexico               | Mexico's Next Top Model            | Mùa 4  |
| 07/11/2013   | Shin Hyun Ji                           | Hàn Quốc             | Do-jeon! Supermodel Korea          | Mùa 4  |
| 15/11/2013   | Jourdan Miller                         | Hoa Kỳ               | America's Next Top Model           | Mùa 20 |
| 21/11/2013   | Louise Mørck Mikkelsen                 | Đan Mạch             | Danmarks Næste Topmodel            | Mùa 4  |
| 23/11/2013   | Danea Panta                            | Peru                 | Peru's Next Top Model              | Mùa 1  |
| 02/12/2013   | Frida Børli Solaker                    | Na Uy                | Top Model Norge                    | Mùa 5  |
| 22/12/2013   | Mâu Thị Thanh Thủy                     | Việt Nam             | Vietnam's Next Top Model           | Mùa 4  |
| 28/12/2013   | Vương Hiểu Thiến                       | Trung Quốc           | China's Next Top Model             | Mùa 4  |
| 12/01/2014   | Aamito Lagum Uganda                    | Châu Phi             | Africa's Next Top Model            | Mùa 1  |
| 13/01/2014   | Sandra Ude                             | Estonia              | Eesti tippmodell                   | Mùa 2  |
| 07/02/2014   | Yuriko Londoño                         | Colombia             | Colombia's Next Top Model          | Mùa 2  |
| 09/04/2014   | Sheena Liam Malaysia                   | Viễn Đông            | Asia's Next Top Model              | Mùa 2  |
| 01/05/2014   | Feben Negash                           | Thụy Điển            | Top Model Sverige                  | Mùa 4  |
| 08/05/2014   | Stefanie Giesinger                     | Đức                  | Germany's Next Topmodel            | Mùa 9  |
| 27/10/2014   | Nicky Opheij                           | Hà Lan               | Holland's Next Top Model           | Mùa 7  |
| 01/11/2014   | Hwang Ki Bbeum                         | Hàn Quốc             | Do-jeon! Supermodel Korea          | Mùa 5  |
| 22/11/2014   | Alena Ruban                            | Ukraina              | Supermodel po-ukrainsky            | Mùa 1  |
| 24/11/2014   | Osi Ugonoh                             | Ba Lan               | Top Model                          | Mùa 4  |
| 27/11/2014   | Sarah Kildevæld Madsen                 | Đan Mạch             | Danmarks Næste Topmodel            | Mùa 5  |
| 04/12/2014   | Oliver Stummvoll                       | Áo                   | Austria's Next Topmodel            | Mùa 6  |
| 05/12/2014   | Keith Carlos                           | Hoa Kỳ               | America's Next Top Model           | Mùa 21 |
| 15/12/2014   | Vanessa Ponce                          | Mexico               | Mexico's Next Top Model            | Mùa 5  |
| 28/12/2014   | Evgeniya Nekrasova                     | Nga                  | Top Model po-russki                | Mùa 5  |
| 17/01/2015   | Nguyễn Thị OanhTạ Quang Hùng           | Việt Nam             | Vietnam's Next Top Model           | Mùa 5  |
| 12/03/2015   | Aule Õun                               | Estonia              | Eesti tippmodell                   | Mùa 3  |
| 27/03/2015   | Chan Kongkar                           | Campuchia            | Cambodia's Next Top Model          | Mùa 1  |
| 28/05/2015   | Vanessa Fuchs                          | Đức                  | Germany's Next Topmodel            | Mùa 10 |
| 17/06/2015   | Ayu Gani Indonesia                     | Viễn Đông            | Asia's Next Top Model              | Mùa 3  |
| 02/07/2015   | Brittany Beattie                       | Úc                   | Australia's Next Top Model         | Mùa 9  |
| 06/08/2015   | Lý Tư Giai                             | Trung Quốc           | China's Next Top Model             | Mùa 5  |
| 27/09/2015   | Danielle Canute                        | Ấn Độ                | India's Next Top Model             | Mùa 1  |
| 11/10/2015   | Nguyễn Thị Hương Ly                    | Việt Nam             | Vietnam's Next Top Model           | Mùa 6  |
| 26/10/2015   | Loiza Lamers                           | Hà Lan               | Holland's Next Top Model           | Mùa 8  |
| 04/11/2015   | Daniel Kildevæld Madsen                | Đan Mạch             | Danmarks Næste Topmodel            | Mùa 6  |
| 30/11/2015   | Radek Pestka                           | Ba Lan               | Top Model                          | Mùa 5  |
| 04/12/2015   | Nyle DiMarco                           | Hoa Kỳ               | America's Next Top Model           | Mùa 22 |
| 04/12/2015   | Alina Panyuta                          | Ukraina              | Supermodel po-ukrainsky            | Mùa 2  |
| 22/12/2015   | Kittisha Doyle                         | Vùng Caribe          | Caribbean's Next Top Model         | Mùa 2  |
| 19/01/2016   | Fabian Herzgsell                       | Áo                   | Austria's Next Topmodel            | Mùa 7  |
| 29/02/2016   | Kätlin Hallik                          | Estonia              | Eesti tippmodell                   | Mùa 4  |
| 17/03/2016   | Chloe Keenan                           | Anh Quốc và Ireland  | Britain's Next Top Model           | Mùa 10 |
| 12/05/2016   | Kim Hnizdo                             | Đức                  | Germany's Next Topmodel            | Mùa 11 |
| 01/06/2016   | Tawan Kedkong Thái Lan                 | Viễn Đông            | Asia's Next Top Model              | Mùa 4  |
| 18/09/2016   | Pranati Prakash                        | Ấn Độ                | India's Next Top Model             | Mùa 2  |
| 02/10/2016   | Nguyễn Thị Ngọc Châu                   | Việt Nam             | Vietnam's Next Top Model           | Mùa 7  |
| 25/10/2016   | Akke Marije Marinus                    | Hà Lan               | Holland's Next Top Model           | Mùa 9  |
| 16/11/2016   | Ronja Manfredsson                      | Scandinavia          | Top Model Curves                   | Mùa 1  |
| 22/11/2016   | Aleyna FitzGerald                      | Úc                   | Australia's Next Top Model         | Mùa 10 |
| 29/11/2016   | Patryk Grudowicz                       | Ba Lan               | Top Model                          | Mùa 6  |
| 02/12/2016   | Maria Grebenyuk                        | Ukraina              | Supermodel po-ukrainsky            | Mùa 3  |
| 10/02/2017   | Alejandra Merlano                      | Colombia             | Colombia's Next Top Model          | Mùa 3  |
| 08/03/2017   | India Gants                            | Hoa Kỳ               | America's Next Top Model           | Mùa 23 |
| 12/03/2017   | Tserendolgor Battsengel                | Mông Cổ              | Mongolia's Next Top Model          | Mùa 1  |
| 03/04/2017   | Shamique Simms                         | Vùng Caribe          | Caribbean's Next Top Model         | Mùa 3  |
| 17/05/2017   | Jerry Koivisto                         | Phần Lan             | Suomen huippumalli haussa          | Mùa 6  |
| 18/05/2017   | Olivia Wardell                         | Anh Quốc và Ireland  | Britain's Next Top Model           | Mùa 11 |
| 25/05/2017   | Céline Bethmann                        | Đức                  | Germany's Next Topmodel            | Mùa 12 |
| 30/05/2017   | Angela Lehmann                         | Philippines          | Philippines' Next Top Model        | Mùa 2  |
| 28/06/2017   | Maureen Wroblewitz                     | Viễn Đông            | Asia's Next Top Model              | Mùa 5  |
| 10/09/2017   | Lê Thị Kim Dung                        | Việt Nam             | Vietnam's Next Top Model           | Mùa 8  |
| 30/10/2017   | Montell van Leijen                     | Hà Lan               | Holland's Next Top Model           | Mùa 10 |
| 16/12/2017   | Riya Subodh                            | Ấn Độ                | India's Next Top Model             | Mùa 3  |
| 21/12/2017   | Ivy Watson                             | Anh Quốc và Ireland  | Britain's Next Top Model           | Mùa 12 |
| 21/12/2017   | Isak Omorodion                         | Áo                   | Austria's Next Topmodel            | Mùa 8  |
| 29/12/2017   | Samvel Tumanyan                        | Ukraina              | Top Model po-ukrainsky             | Mùa 1  |
| 07/04/2018   | Mahir Pandhi                           | Ấn Độ                | Top Model India                    | Mùa 1  |
| 10/04/2018   | Kyla Coleman                           | Hoa Kỳ               | America's Next Top Model           | Mùa 24 |
| 25/04/2018   | Le Shae Riley                          | Vùng Caribe          | Caribbean's Next Top Model         | Mùa 4  |
| 24/05/2018   | Toni Dreher-Adenuga                    | Đức                  | Germany's Next Topmodel            | Mùa 13 |
| 22/10/2018   | Soufyan Gnini                          | Hà Lan               | Holland's Next Top Model           | Mùa 11 |
| 24/10/2018   | Dana Slosar                            | Viễn Đông            | Asia's Next Top Model              | Mùa 6  |
| 23/11/2018   | Saviour Chibueze Anosike               | Thụy Sĩ              | Switzerland's Next Topmodel        | Mùa 1  |
| 26/11/2018   | Kasia Szklarczyk                       | Ba Lan               | Top Model                          | Mùa 7  |
| 08/12/2018   | Urvi Shetty                            | Ấn Độ                | India's Next Top Model             | Mùa 4  |
| 19/12/2018   | Noune Eirini Kazaryan                  | Hy Lạp               | Greece's Next Top Model            | Mùa 1  |
| 28/12/2018   | Yana Kutishevska                       | Ukraina              | Top Model po-ukrainsky             | Mùa 2  |
| 07/04/2019   | Anujin BaynerdeneChamia Chimedtseren † | Mông Cổ              | Mongolia's Next Top Model          | Mùa 2  |
| 23/05/2019   | Simone Hartseil                        | Đức                  | Germany's Next Topmodel            | Mùa 14 |
| 05/11/2019   | Taibeh Ahmadi                          | Áo                   | Austria's Next Topmodel            | Mùa 9  |
| 22/11/2019   | Gaby Gisler                            | Thụy Sĩ              | Switzerland's Next Topmodel        | Mùa 2  |
| 25/11/2019   | Dawid Woskanian                        | Ba Lan               | Top Model                          | Mùa 8  |
| 16/12/2019   | Marcus Hansma                          | Hà Lan               | Holland's Next Top Model           | Mùa 12 |
| 19/12/2019   | Anna Maria IliadouKatia Tarabanko      | Hy Lạp               | Greece's Next Top Model            | Mùa 2  |
| 27/12/2019   | Malvina Chuklya                        | Ukraina              | Top Model po-ukrainsky             | Mùa 3  |
| 21/05/2020   | Jacky Wruck                            | Đức                  | Germany's Next Topmodel            | Mùa 15 |
| 25/11/2020   | Mikołaj Śmieszek                       | Ba Lan               | Top Model                          | Mùa 9  |
| 15/12/2020   | Iraklis Chuzinov                       | Hy Lạp               | Greece's Next Top Model            | Mùa 3  |
| 21/12/2020   | Tanya Brik                             | Ukraina              | Super Top Model po-ukrainsky       | Mùa 1  |
| 09/04/2021   | Ilene Kurniawan                        | Indonesia            | Indonesia's Next Top Model         | Mùa 1  |
| 27/05/2021   | Alex-Mariah Peter                      | Đức                  | Germany's Next Topmodel            | Mùa 16 |
| 06/06/2021   | Tina Tova                              | Nga                  | Ty top-model'                      | Mùa 1  |
| 03/11/2021   | Dennis de Vree                         | Thụy Sĩ              | Switzerland's Next Topmodel        | Mùa 3  |
| 24/11/2021   | Dominika Wysocka                       | Ba Lan               | Top Model                          | Mùa 10 |
| 20/12/2021   | Kyveli Chatziefstratiou                | Hy Lạp               | Greece's Next Top Model            | Mùa 4  |
| 09/01/2022   | Hanna Buyankhishig                     | Mông Cổ              | The Models                         | Mùa 3  |
| 18/03/2022   | Sarah Tumiwa                           | Indonesia            | Indonesia's Next Top Model         | Mùa 2  |
| 26/05/2022   | Lou-Anne Gleißenebner-Teskey           | Đức                  | Germany's Next Topmodel            | Mùa 17 |
| 14/11/2022   | Lando van der Schee                    | Hà Lan               | Holland's Next Top Model           | Mùa 13 |
| 17/11/2022   | Jarrah Kollei                          | Phần Lan             | Suomen huippumalli haussa          | Mùa 7  |
| 07/12/2022   | Klaudia Nieścior                       | Ba Lan               | Top Model                          | Mùa 11 |
| 23/12/2022   | Aléksia Trajko                         | Hy Lạp               | Greece's Next Top Model            | Mùa 5  |
| 26/03/2023   | Iko Bustomi                            | Indonesia            | Indonesia's Next Top Model         | Mùa 3  |
| 15/06/2023   | Vivien Blotzki                         | Đức                  | Germany's Next Topmodel            | Mùa 18 |
| 10/11/2023   | Gilles Verbruggen                      | Bỉ                   | Belgium's Next Top Model           | Mùa 1  |
| 25/11/2023   | Dominik Szymański                      | Ba Lan               | Top Model                          | Mùa 12 |
| 02/06/2024   | Mészáros Lili                          | Hungary              | Next Top Model Hungary             | Mùa 1  |
| 13/06/2024   | Jermaine Kokoú KothéLea Oude Engberink | Đức                  | Germany's Next Topmodel            | Mùa 19 |
| 06/09/2024   | Bréseïs Simons                         | Bỉ                   | Belgium's Next Top Model           | Mùa 2  |
| 20/11/2024   | Klaudia Zioberczyk                     | Ba Lan               | Top Model                          | Mùa 13 |
| 02/12/2024   | Gitte van Elst                         | Hà Lan               | Holland's Next Top Model           | Mùa 14 |
| 19/06/2025   | Moritz RüdigerDaniela Djokić           | Đức                  | Germany's Next Topmodel            | Mùa 20 |